# Shingu (Wakayama)

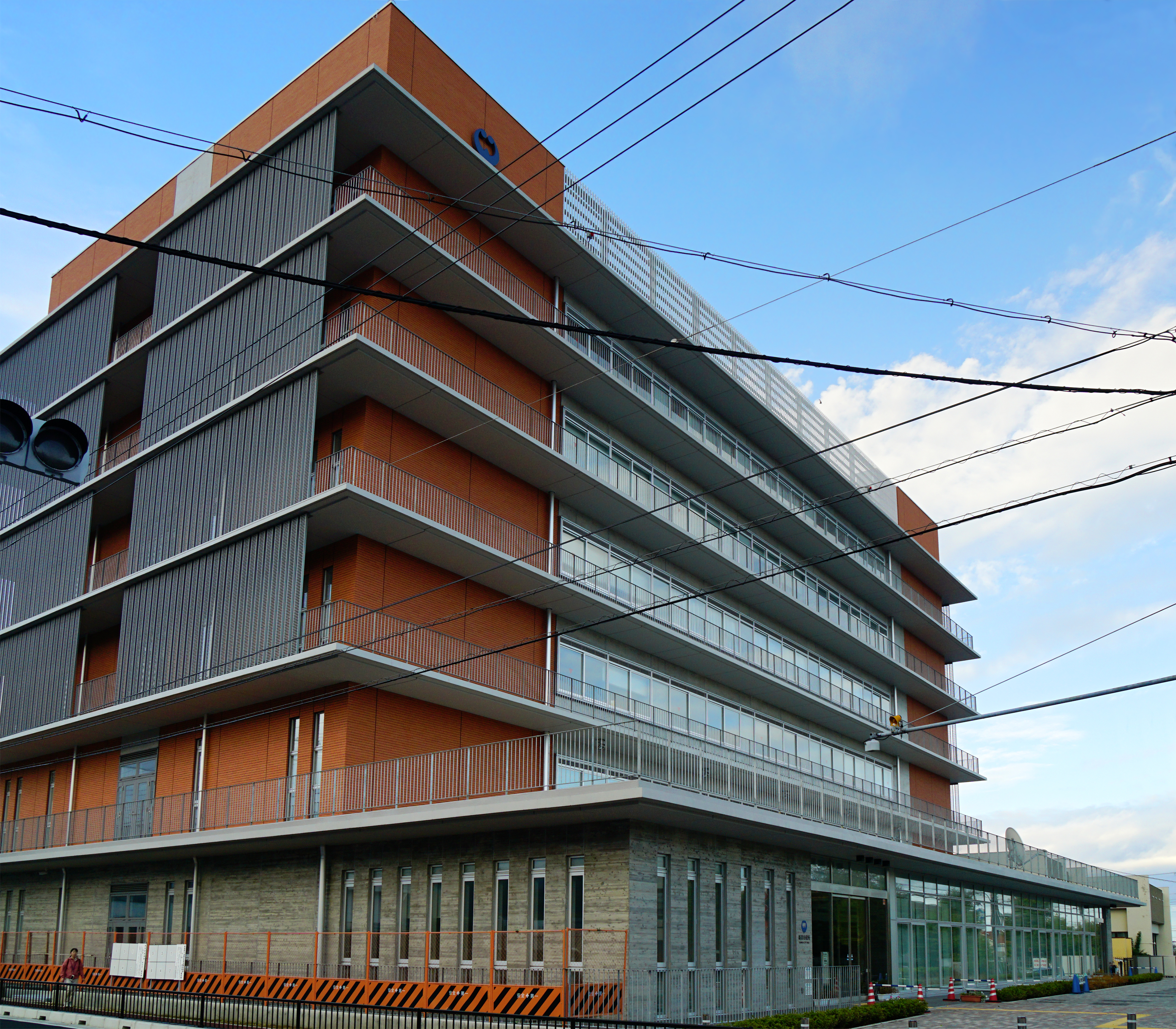
Het stadhuis van Shingu

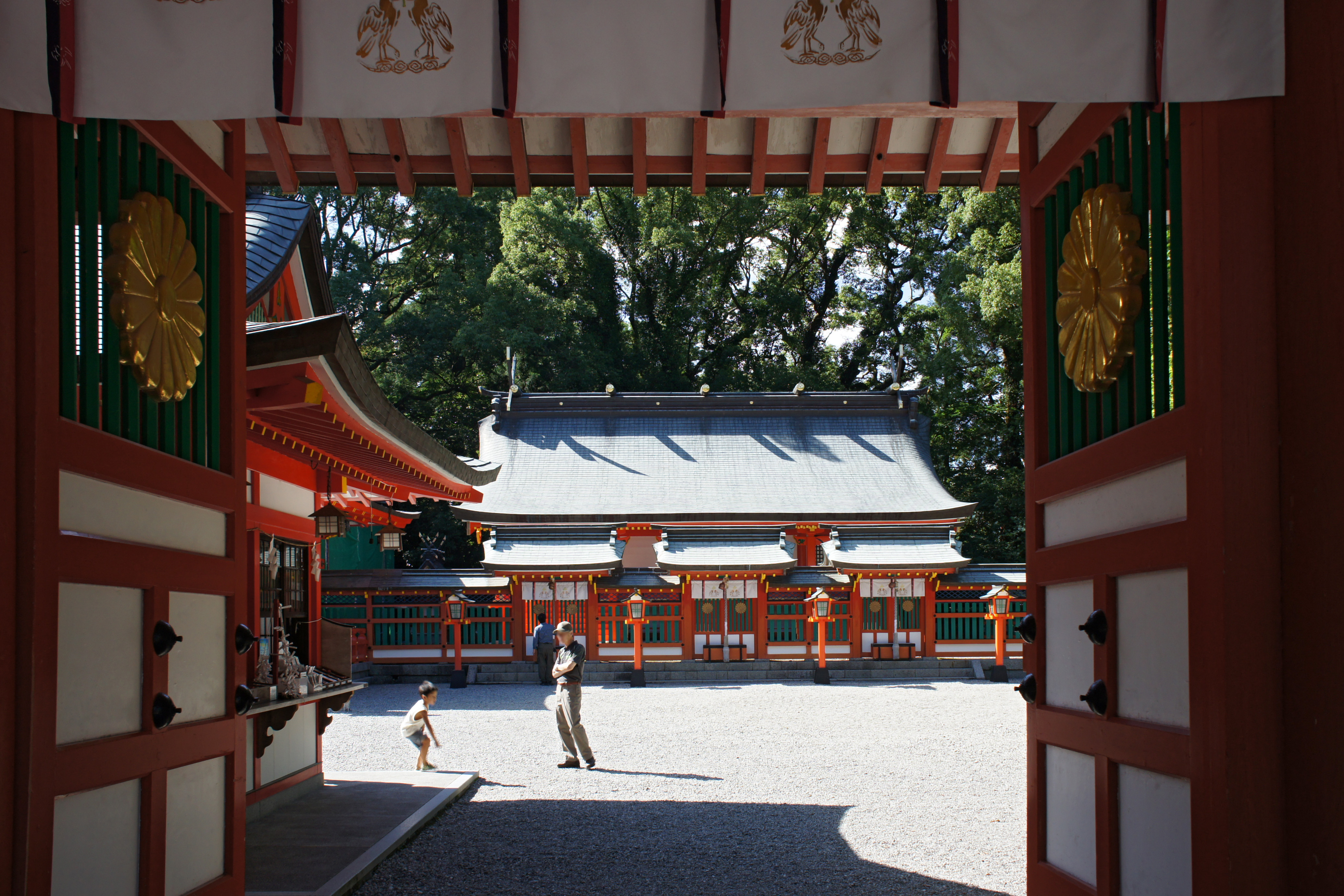
Kumano Hayatama-Taisha

Shingū (Japans: 新宮市, Shingū-shi) is een stad in de prefectuur Wakayama, Japan. Op 1 januari 2008 had de stad 32.654 inwoners. De bevolkingsdichtheid bedroeg 128 inw./km². De oppervlakte van de stad is 255,43 km².

## Geschiedenis
- Shingū werd op 1 oktober 1933 een stad (shi).
- Op 1 oktober 2005 werd de gemeente Kumanogawa van het District Higashimuro aangehecht bij Shingu.
- Op 23 maart 2010 zal de gemeente Nachikatsuura van het district Higashimuro aangehecht worden bij Shingū.

## Bezienswaardigheden
- Werelderfgoedlijst: Drie heilige plaatsen en de pelgrimsroute in het Kii-gebergte
  - Kumano Hayatama-Taisha (shintoschrijn)
  - Kamikura-schrijn
  - Kumano Kodo (pelgrimsroute in het Kii-gebergte) en de rivier Kumanogawa
- Natuur
  - Nationaal park Yoshino-Kumano

## Verkeer
- Wegen:

Shingū ligt aan de volgende autowegen:
- - Autoweg 42 (richting Wakayama en Hamamatsu)
  - Autoweg 168 (richting Hirakata in de prefectuur Osaka)
  - Autoweg 169 (richting Nara)
  - Autoweg 311 (richting Owase in de prefectuur Mie en richting Kamitonda)
- Trein
  - West Japan Railway Company: Kisei-hoofdlijn
    - Station Shingu - Station Miwasaki - Station Kii-Sano – (Nachikatsuura)

  - Central Japan Railway Company: Kisei-hoofdlijn
    - (Kiho) – Station Shingu

## Geboren in Shingu
- Kenji Nakagami, auteur
- Takeo Hatanaka, een astronoom

## Partnerstad
Shingū heeft een stedenband met
- Santa Cruz (Californië), Verenigde Staten